# Дама в автомобиле в очках и с ружьём
«Дама в очках и с ружьём в автомобиле» (фр. La Dame dans l’auto avec des lunettes et un fusil) — роман-бестселлер 1966 года французского писателя Себастьяна Жапризо.
На русском языке роман впервые был опубликован в сокращённом виде в журнале «Смена» (№ 11-20) в 1974 году под названием «Дама в автомобиле» (перевод Киры Северовой, иллюстрации Валерия Карасёва) по тексту, подготовленному издательством «Прогресс».
В 1977 году роман вошёл в антологию «Современный французский детектив» под названием «Дама в очках и с ружьём в автомобиле».

## Описание сюжета
Героиня романа, Дани (настоящее имя — Мари-Виржини) Лонго, переживает затянувшийся душевный кризис, для всех выглядя безоблачно очаровательной блондинкой, а в душе нося страшную тайну и ненавидя себя за ошибки прошлого. Ей всего 26 лет, но временами она «чувствует себя старой, бесповоротно старой, вышедшей в тираж, скучной полуслепой и глупой». Она работает в Париже, в рекламном агентстве у Мишеля Каравея; родители её давно умерли; близких друзей у неё нет.
Опасные для Дани события развиваются после того, как Каравей сообщает, что уезжает с семьёй в Швейцарию и просит отогнать из аэропорта его машину — роскошный Ford Thunderbird. Дани не устояла от соблазна покататься на таком автомобиле, прежде чем поставить его на стоянку. Выбирая маршрут, девушка решает съездить к морю. Однако у моря на Лазурном берегу в багажнике машины она обнаруживает труп мужчины с двумя огнестрельными ранениями в грудь и ружьё — винчестер. Она понимает, что подозрение в убийстве падает на неё. А ещё осознаёт, что стала жертвой тщательно спланированного преступления, где в качестве убийцы неизвестный враг намеренно выставил её.
«Я совсем одна, это правда, но ведь я всегда была одинока, и пусть даже весь мир ополчится против меня, он меня не одолеет», — сама себе говорит Дани. Она не обращается в полицию, а пытается разобраться во всём сама. Ей это удаётся. Дани может постоять за себя и, как феникс, возродиться из пепла. «А зло и добро — лишь две стороны одной медали».

## Награды
- В 1966 году — французская литературная премия «Le Prix d’Honneur».
- Премия Ассоциации детективных писателей (англ. Crime Writer's Association) «Серебряный кинжал» (англ. Silver Dagger) за лучший иностранный роман в жанре триллера, опубликованный в Великобритании в 1968 году.

## Экранизации
- Дама в автомобиле в очках и с ружьём[фр.] — 1970 год. Режиссёр Анатоль Литвак.
- Дама в автомобиле[англ.] — 1992 год. Режиссёр Пеэтер Урбла.

- Дама в очках, с ружьём, в автомобиле — 2001. Режиссёр Юрий Гольдин.
- Дама в очках и с ружьём в автомобиле — 2015. Режиссёр Жоанн Сфар[англ.].

## Переводы на русский язык
- К. Северова «Дама в автомобиле в очках и с ружьём»
- Н. Гнедина «Дама в очках и с ружьём в автомобиле»